# Colias aurorina
Colias aurorina é uma borboleta da família Pieridae. Ela é encontrada no centro da Grécia, no Oriente Próximo e na área do Cáucaso. É rara na ex-Jugoslávia.

## Biologia
A borboleta voa de Maio a Julho.
As larvas alimentam-se de Astracantha e Astrágalo.